# Birte Weigang
Birte Weigang (República Democrática Alemana, 31 de enero de 1968) es una nadadora alemana retirada especializada en pruebas de estilo mariposa, donde consiguió ser subcampeona olímpica en 1988 en los 100 y 200 metros.

## Carrera deportiva
En los Juegos Olímpicos de Seúl 1988 ganó la medalla de oro en los relevos de 4x100 metros estilos (nadando el largo de mariposa), por delante de Estados Unidos y Canadá; y también ganó dos medallas de plata en 100 metros —con un tiempo de 59.45 segundos, tras la también alemana Kristin Otto— y en 200 metros con un tiempo de 2:09.99 segundos, de nuevo tras una nadadora alemana Kathleen Nord.